# Jean-Baptiste Donatien de Vimeur

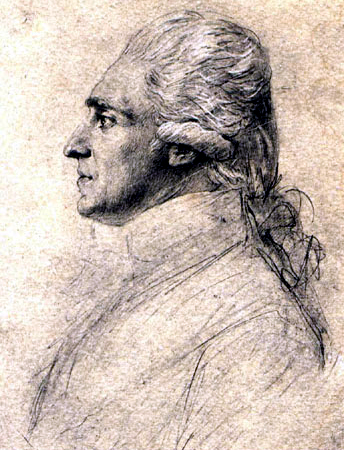
Jean-Baptiste Donatien de Vimeur, graaf van Rochambeau

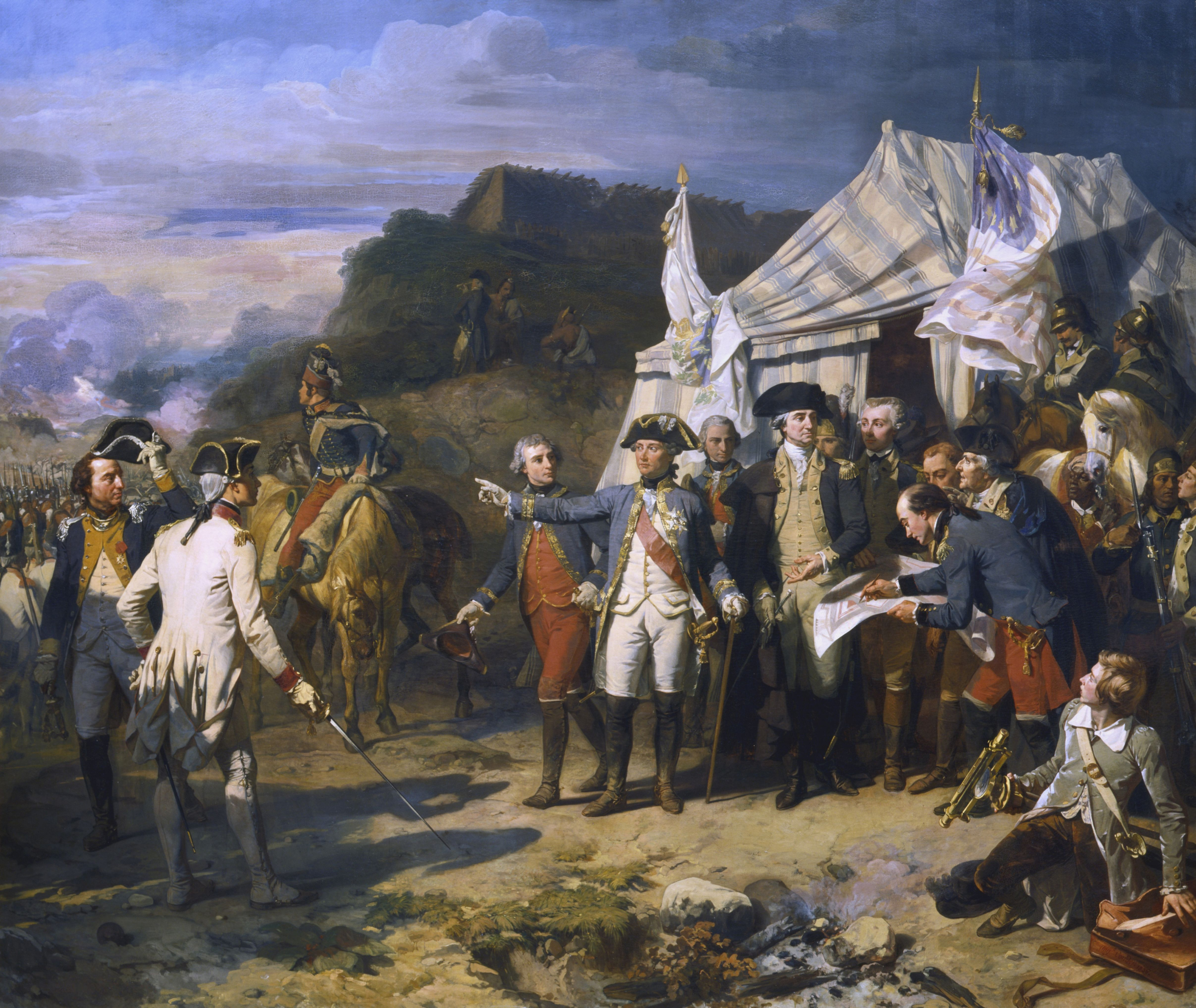
Het schilderij De inname van Yorktown (Auguste Couder, 1836) toont Rochambeau en Washington terwijl ze hun laatste orders geven.

Jean-Baptiste Donatien de Vimeur (Loir-et-Cher, 1 juli 1725 – Thoré-la-Rochette, 10 mei 1807), graaf van Rochambeau (zoals hij vaak genoemd wordt) was een Frans militair en maarschalk van Frankrijk. Als commandant van het Franse expeditieleger in de Amerikaanse Onafhankelijkheidsoorlog droeg hij bij aan de beslissende zege in de Slag bij Yorktown.

## Jonge jaren
Rochambeau werd geboren in het hertogdom Vendôme. Hij werd opgeleid aan een jezuïetencollege in Blois. Na de dood van zijn oudere broer echter ging hij het leger in bij een cavalerieregiment. Hij vocht mee in Bohemen, Beieren en aan de Rijn in de Oostenrijkse Successieoorlog. In 1747 had hij de rang van kolonel verkregen.
In 1748 nam Rochambeau deel aan het beleg van Maastricht, en in het jaar daarop werd hij gouverneur van Vendôme. Nadat hij zich had onderscheiden in de Slag bij Minorca aan het begin van de Zevenjarige Oorlog werd hij gepromoveerd tot brigadegeneraal. In 1758 vocht hij in die functie in Duitsland, en blonk uit in de Slag bij Krefeld. In de Slag bij Clostercamp in 1760 liep hij een aantal verwondingen op. In 1761 werd hij benoemd tot maréchal de camp en inspecteur van de cavalerie. In deze functie werd hij meerdere malen door ministers om technische raad gevraagd.

## Amerikaanse Revolutie
In 1780 werd aan Rochambeau de rang van luitenant-generaal verleend en werd hij met 5.000 Fransen naar Amerika gestuurd om aan de zijde van George Washington te strijden tegen de Engelsen in de Amerikaanse Onafhankelijkheidsoorlog. Hij landde in Newport op 10 juli van 1780, maar vocht een jaar lang niet, omdat hij de Franse vloot, die geblokkeerd werd door de Engelsen in Narragansett Bay, niet wilde verlaten. In juli 1781 trok hij met zijn troepen op om Washington bij de Hudson-rivier te ontmoeten. Samen met Washington nam hij daarna deel bij het beleg en de inname van Yorktown. Op 22 september voegden zij hun troepen samen met die van Lafayette en versloegen Cornwallis op 19 oktober. Als dank voor zijn verdiensten ontving Rochambeau van het Amerikaanse Congres twee kanonnen die waren buitgemaakt op de Engelsen. Deze werden in 1792 in Vendôme in dienst gesteld.

## Franse Revolutie
Terug in Frankrijk werd Rochambeau gouverneur van Picardië. Hij steunde de Franse Revolutie en werd in 1791 door koning Lodewijk XVI bevorderd tot maarschalk van Frankrijk. Hij stond aan het hoofd van het Leger van het Noorden, dat het lastig had tegen de Oostenrijkers. Na meningsverschillen met minister van Oorlog Dumouriez nam Rochambeau in 1792 ontslag. Tijdens de terreurcampagne werd hij opgepakt en ontsnapte hij maar ternauwernood de guillotine. Door Napoleon werd hij, bij diens machtsovername, op pensioen gesteld. Rochambeau stierf in Thoré-la-Rochette in 1807.